# محمد حلمی
محمد حلمی (عربی: محمد حلمي؛ زادهٔ ۲۹ اکتبر ۱۹۶۲) یک ورزشکار اهل مصر است.
از باشگاه‌هایی که در آن بازی کرده‌است می‌توان به باشگاه ورزشی زمالک اشاره کرد.
وی همچنین در تیم ملی فوتبال مصر بازی کرده است.